# Anciens magasins Waucquez
Les Anciens magasins Waucquez abritent actuellement le Centre belge de la bande dessinée situé rue des Sables, 20 à 1000 Bruxelles.
Avec les anciens magasins Wolfers frères à la rue d'Arenberg, les anciens magasins Waucquez sont les seuls magasins qui subsistent de l’architecte Victor Horta, inventeur de l'Art nouveau à Bruxelles. Les grands magasins « À l'Innovation » de la rue Neuve et le Grand Bazar Anspach ont été détruits.

## Magasin de commerce en gros de tissus
Si Charles Waucquez confie, en 1902, à Victor Horta la mission de construire un nouveau magasin pour abriter son commerce en gros de tissus, c’est parce que son immeuble de la rue de l’Étuve est en cours d’expropriation pour permettre la prolongation de la rue du Lombard.  Il a hérité, avec ses frères, de la société Delatre-Waucquez qui a été fondée par leur père Jean-Baptiste Waucquez (1818-1871) avec la famille de son épouse.
Le choix de la rue des Sables est motivé par la proximité de la future jonction ferroviaire entre les gares du Nord et du Midi.  La perspective de la reconstruction d’un quartier autour de cet axe ne peut qu’attirer les commerces à une époque où le transport de marchandises emprunte très majoritairement la voie ferrée.L'implantation exacte de la jonction n'est pas définie à l'époque... En revanche, les magasins Waucquez s'implantent à proximité de la rue Neuve, l'axe ancien des blanchisseuses et sur des terrains peu chers de par la présence des bas-fonds, du cadre de type industriel lié à la presse et du passé des institutions caritatives dont le quartier fait l'objet depuis le Moyen Âge.  
L'architecture, qui suit la typologie du grand magasin de l’époque – espaces de vente avec vide central sous verrière et escalier monumental – a été conçue avec le souci de créer un cadre représentatif propre au commerce de gros.  L’édifice, construit entre 1903 et 1906, a l’allure d’un palais baroque qui annonce le retour à la tradition.  Plusieurs indices tendent à prouver qu’il a été achevé par un collaborateur du maître, Charles Veraart.  Celui-ci a d’ailleurs ajouté, en 1912-1913, plusieurs mezzanines et l'éclairage électrique.

## Architecture

### Extérieur
La façade monumentale en pierre blanche sur soubassement de pierre bleue doit sa sobriété à sa plasticité rigoureuse. Légèrement concave, elle est développée de manière symétrique par rapport à un axe central. Elle reproduit dans la pierre les grands arcs de la salle de café de l’ancienne Maison du Peuple à Bruxelles.  Plusieurs détails donnent à la pierre une vitalité si caractéristique des œuvres d’Horta :  les travées répétitives sont rythmées par des lésènes sur socle réunis par des arcades surbaissées au tracé sinueux.  Les fenêtres du rez-de-chaussée sont protégées par des grilles en fer forgé aux motifs de palmettes.  Les bouches d’aération des allèges ont également une forme raffinée.

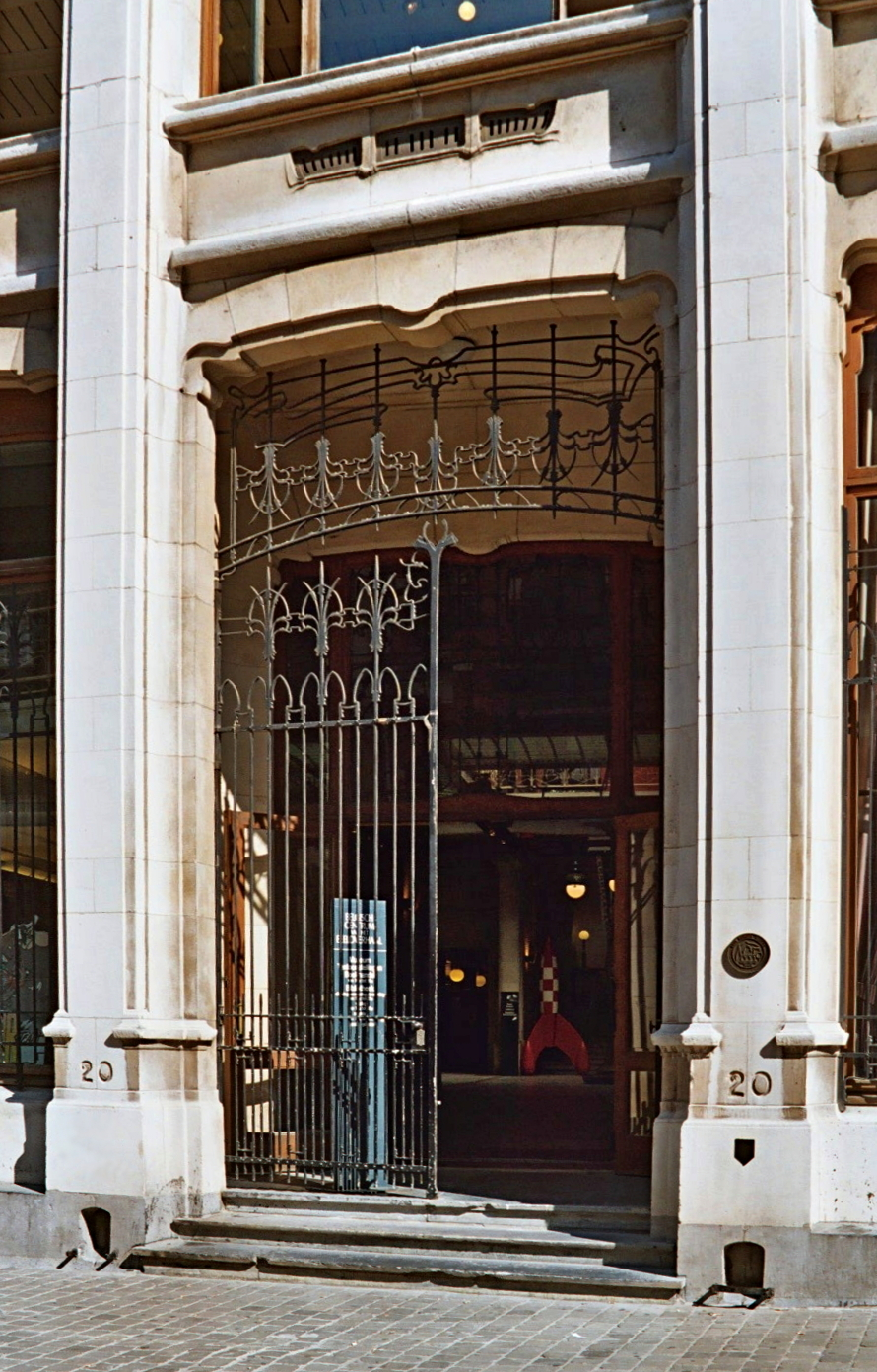
Porte principale.
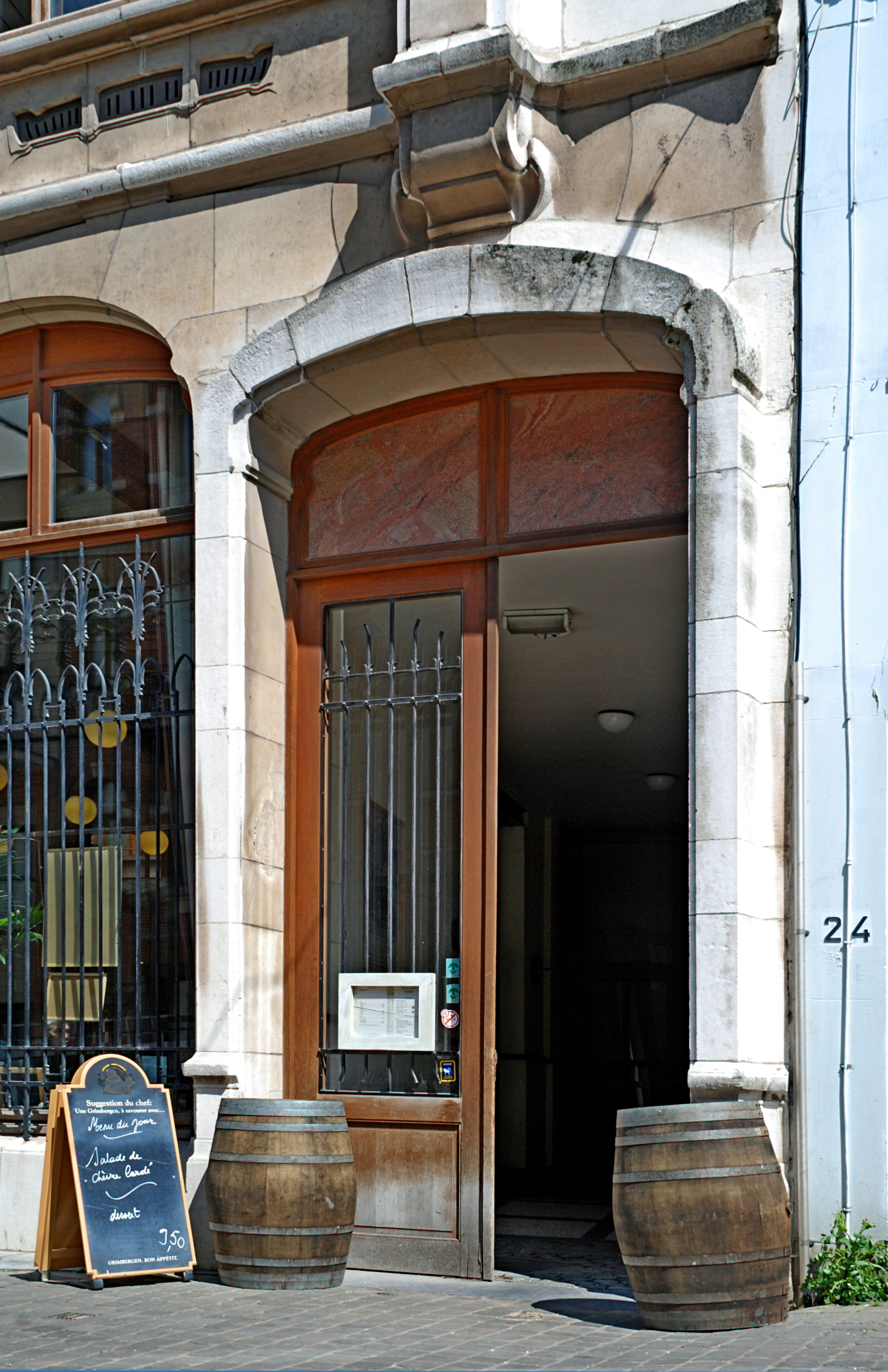
Porte secondaire.
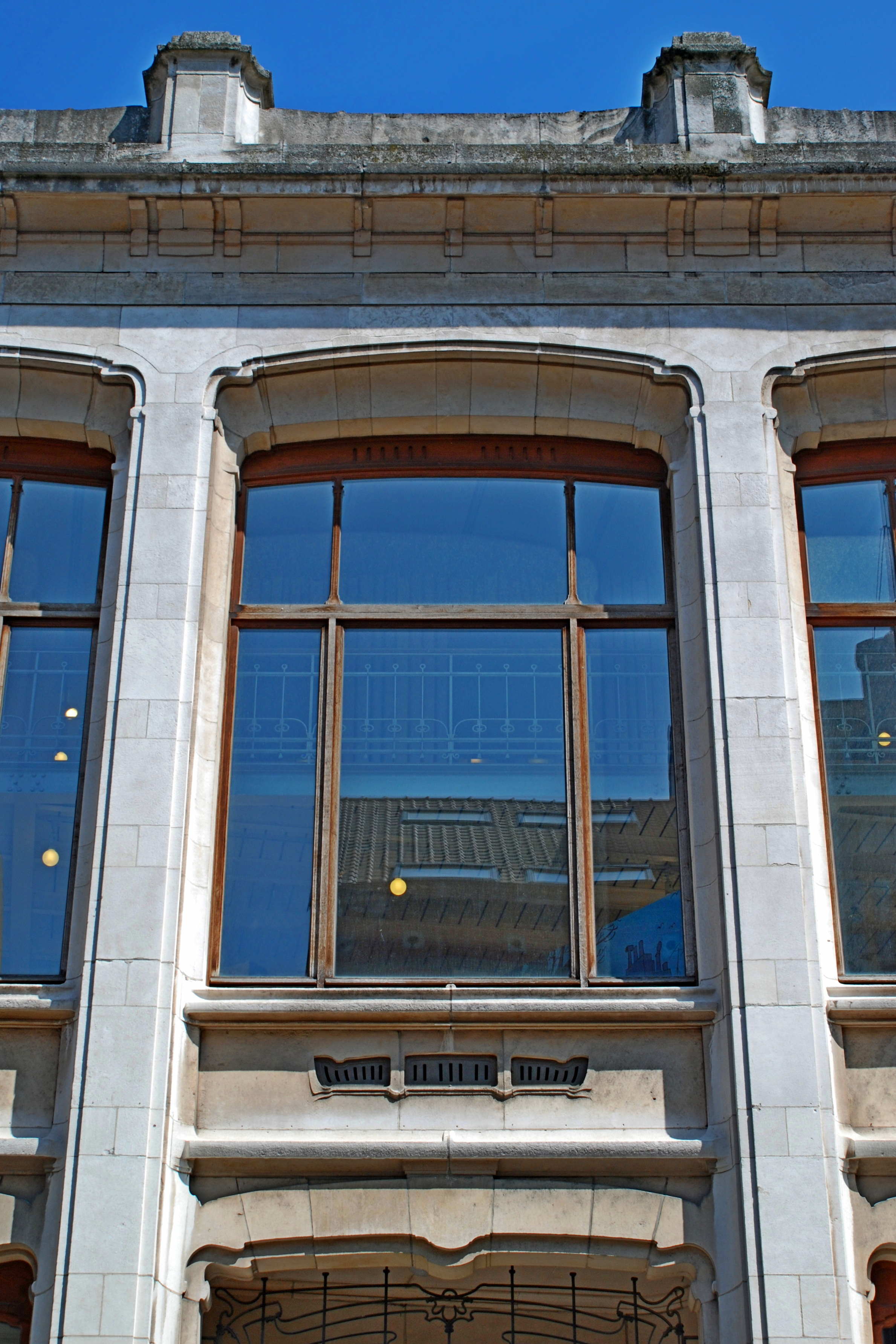
Baie.
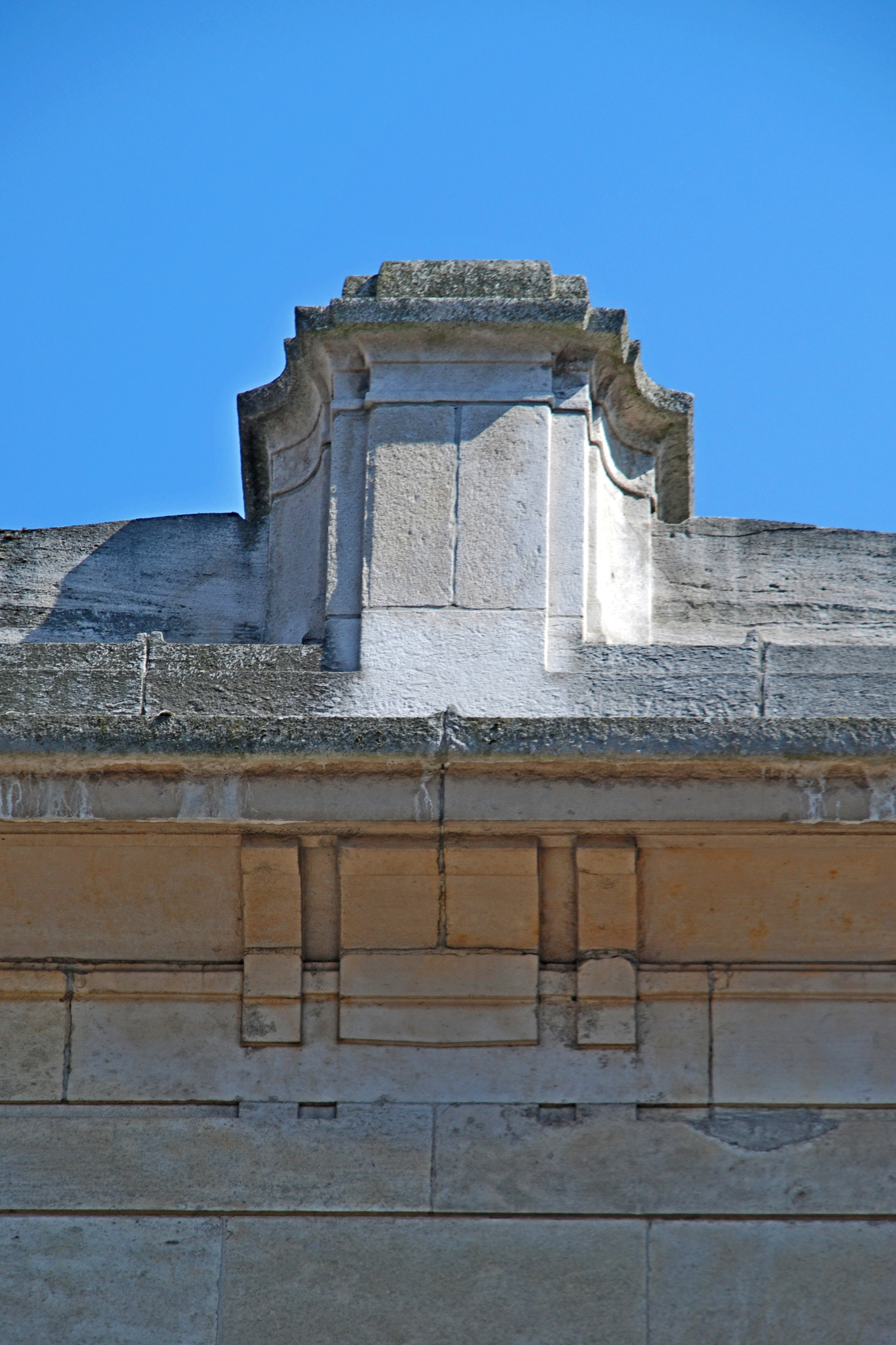
Pinacle.

### Intérieur

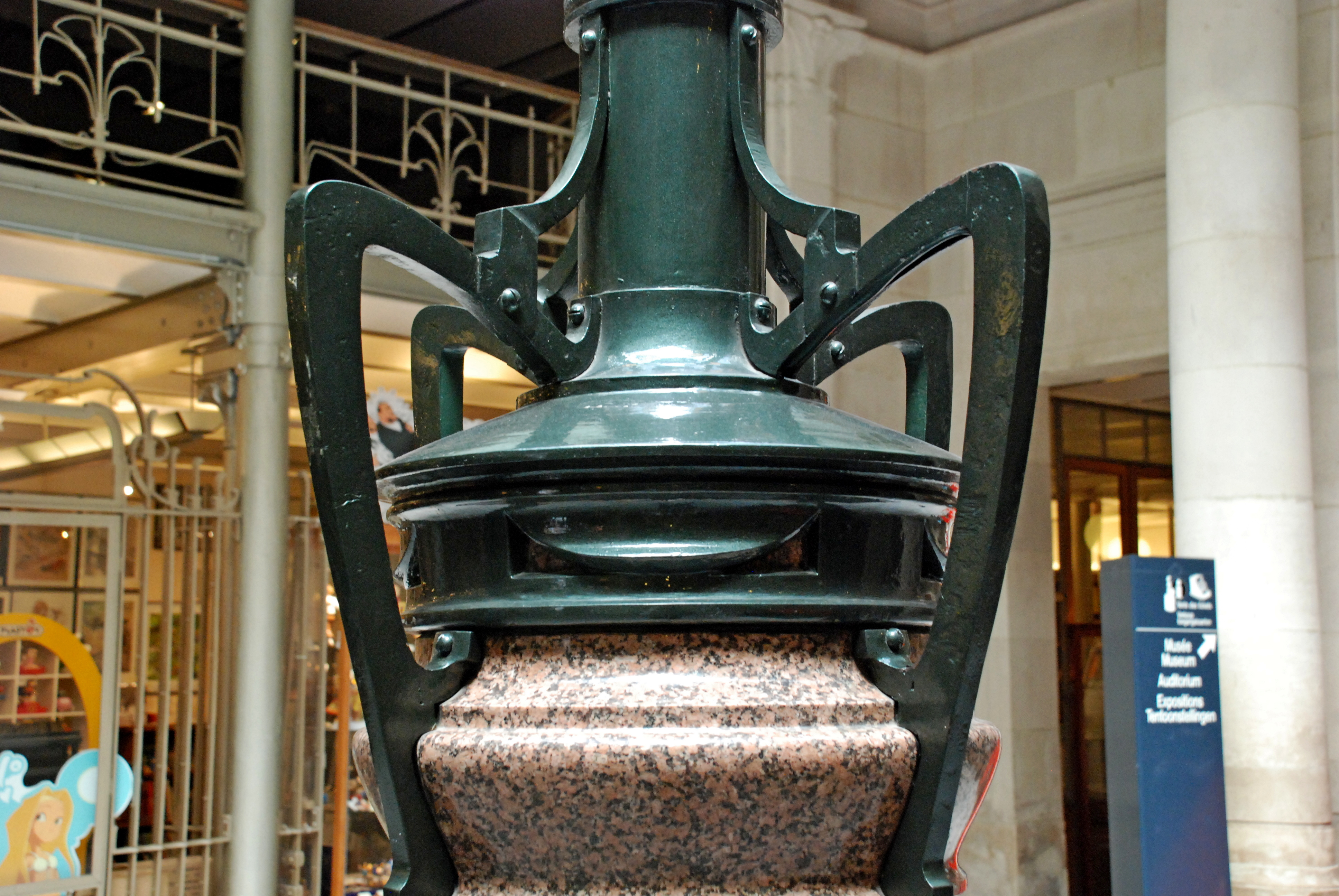

L'espace intérieur, continu et aéré, se compose de deux niveaux reliés par une cage d'escalier centrale.  L’espace central de prestige s’ouvre sur un hall à colonnes classiques, ouvert sur l’étage supérieur recouvert de deux vastes coupoles vitrées.  Devant l’escalier, un réverbère en fer et granit comprend plusieurs bras supportant des boules en opaline.  Le sol est composé de mosaïques de marbre, bordé d’un motif floral continu identique à celui des vitraux qui entourent les vitres des plafonds à voussettes.  
Autour, les surfaces destinées au stockage et à la vente, équipées de cloisons métalliques vitrées ou en bois, sont rythmées par une ossature métallique apparente sur colonnettes en fonte à chapiteau typique qui ménage la lumière. La décoration est volontairement sobre. L'ossature métallique est simplement recouverte d'une peinture antirouille.

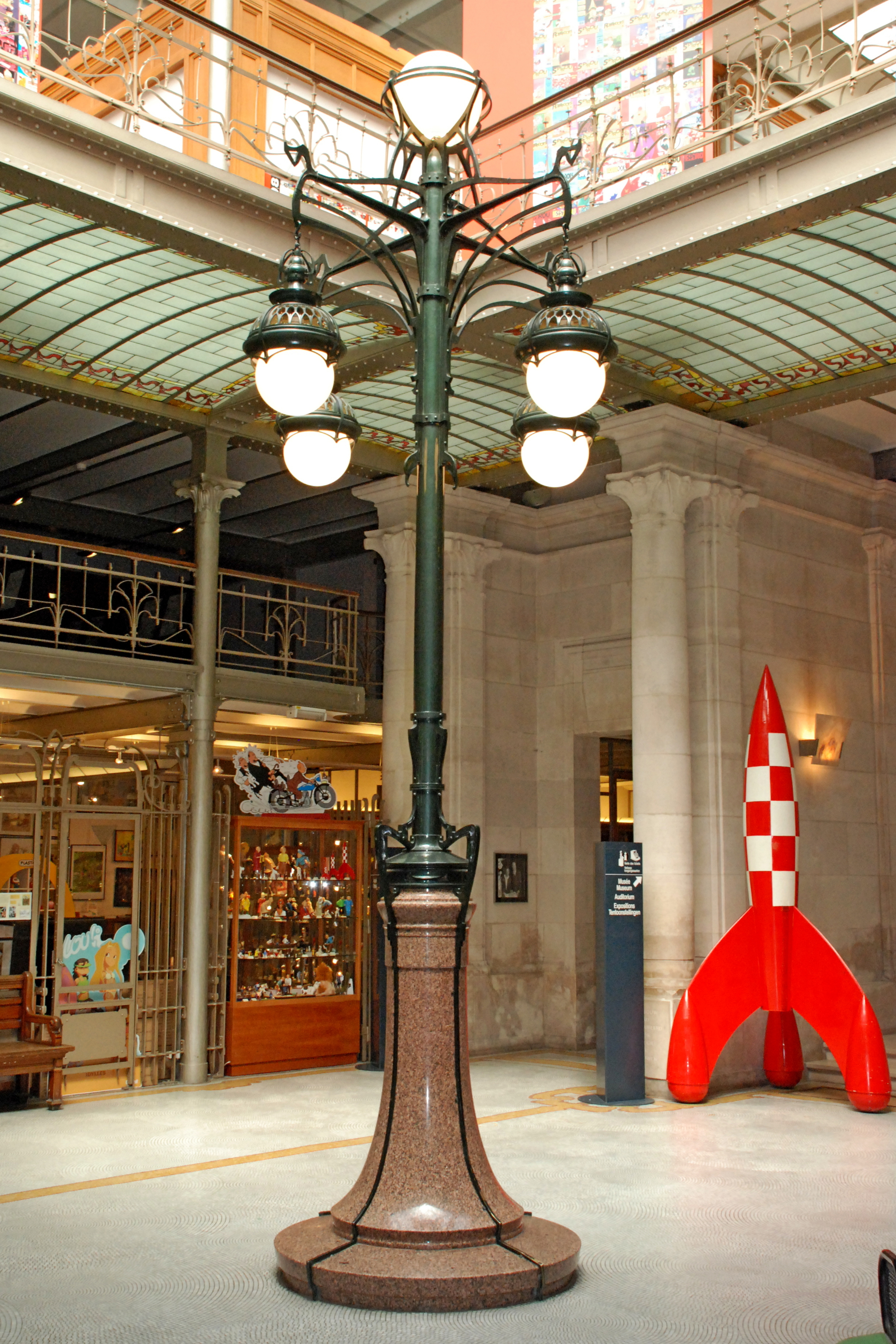
Réverbère.
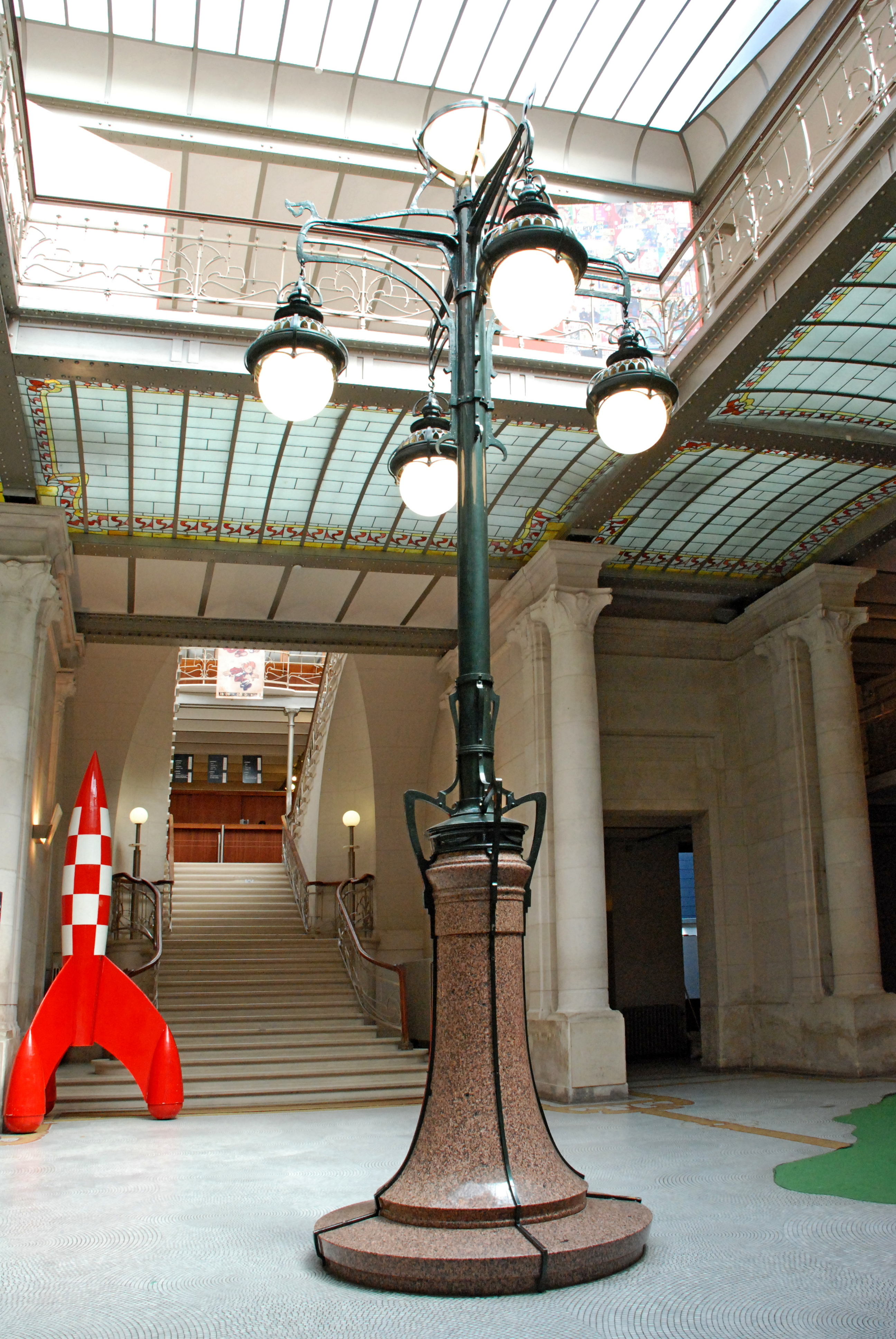
Réverbère et escalier.
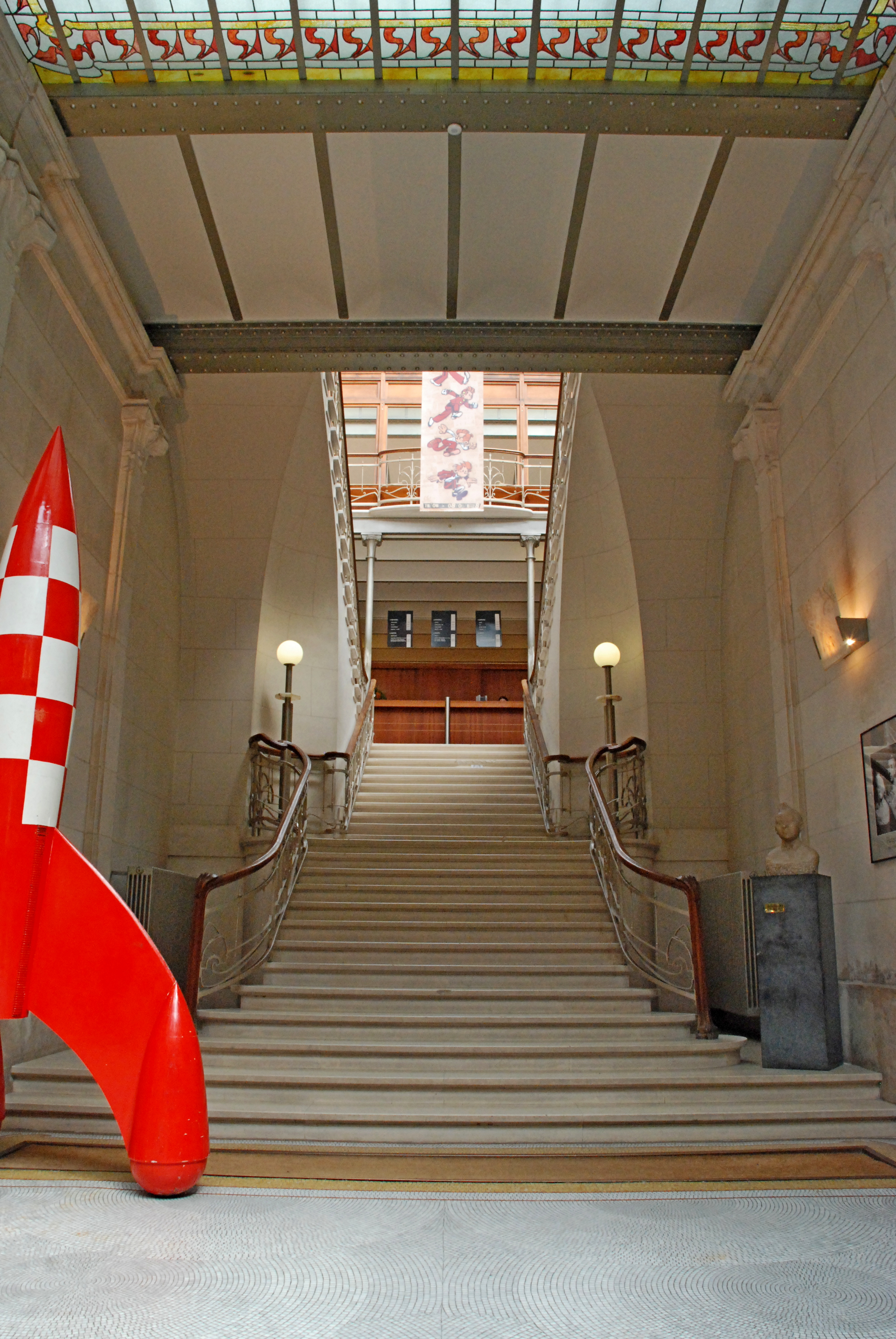
Escalier.
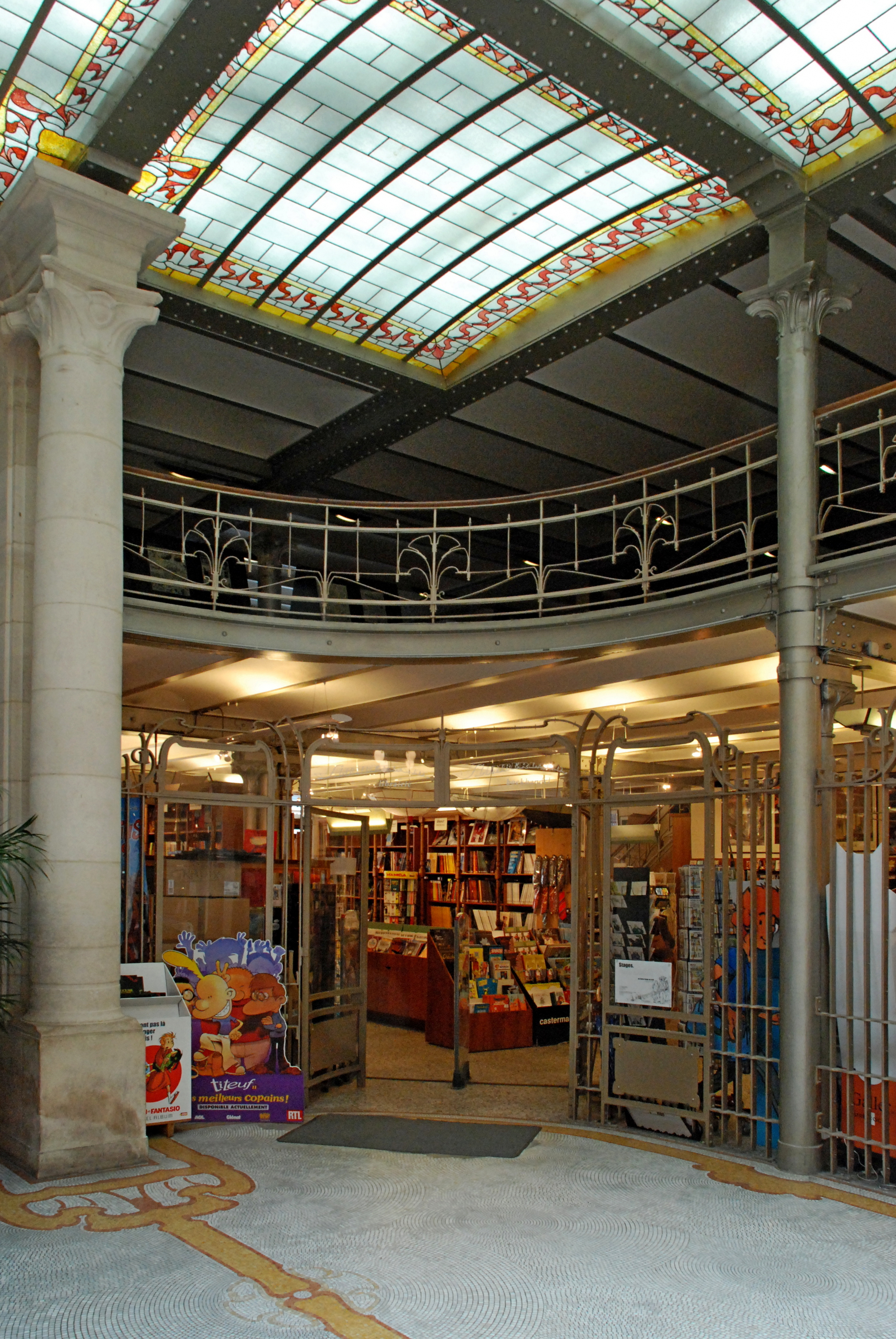
Boutique.
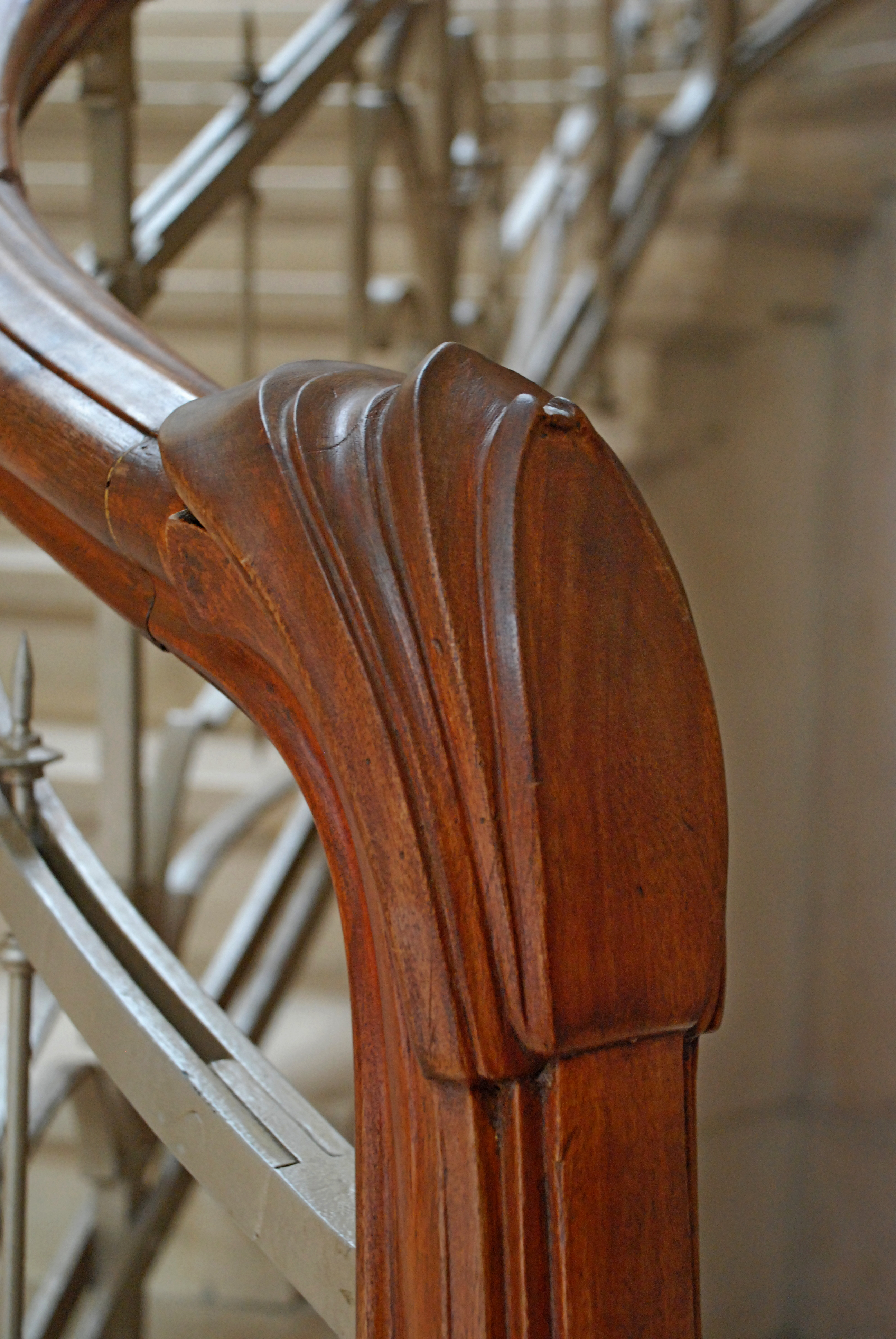
Ornement de la rampe d'escalier.

## Centre belge de la bande dessinée

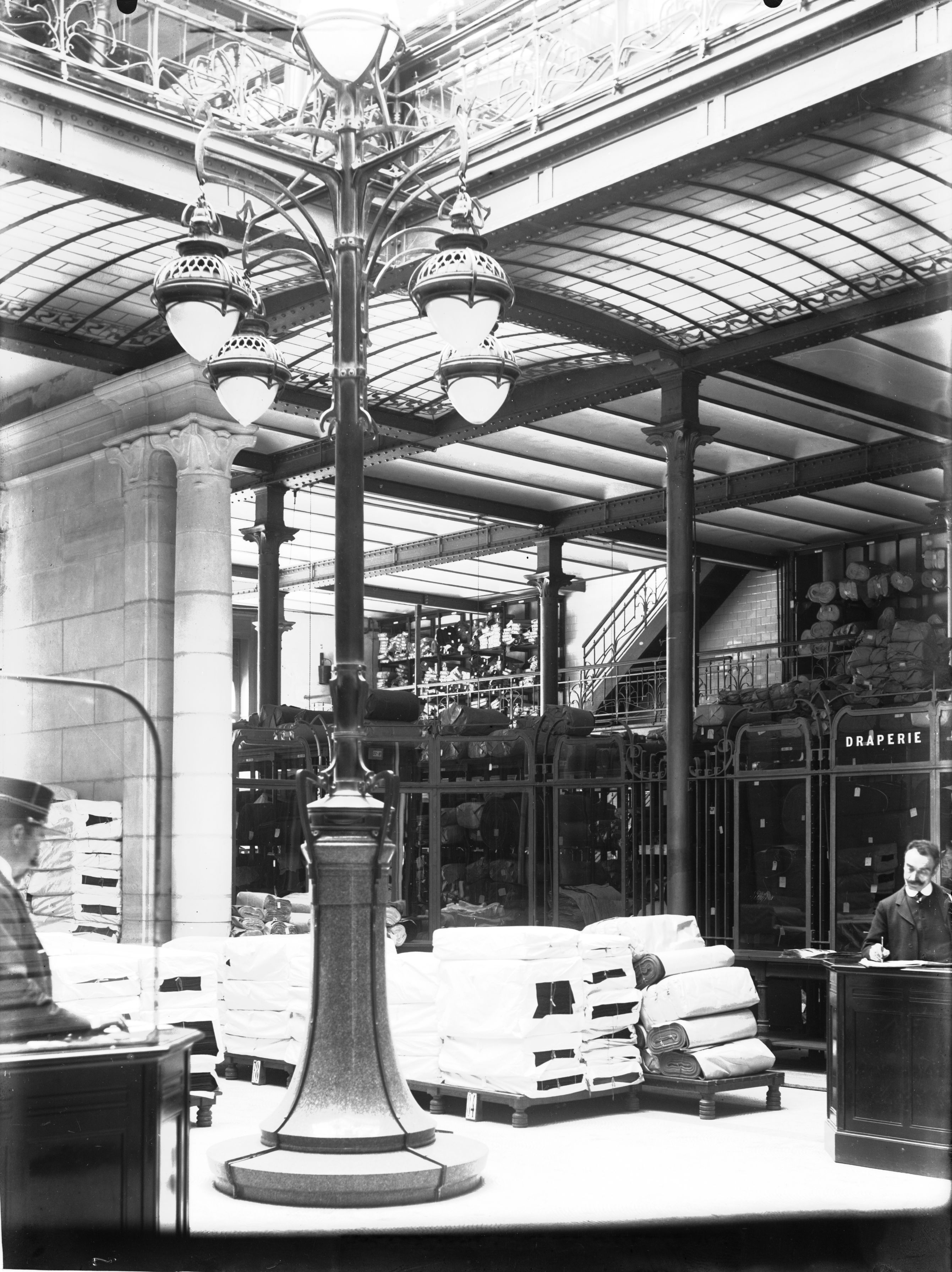
Hall des Magasins Waucquez

À la mort, avec des héritiers, notamment la famille Simons, de Charles Waucquez, les magasins ont été cédés à un grossiste, J. Verbreckt, qui renonce à la location en 1965.  Les héritiers tentent, en vain, de vendre l’immeuble. Malgré le classement de certains éléments en 1975 grâce à l’action opiniâtre de l’architecte Jean Delhaye, l’immeuble vide se dégrade inexorablement, victime des intempéries et du vandalisme.  
L’idée de réaffecter le bâtiment au Centre belge de la bande dessinée, fondé en 1984 par Guy Dessicy et Jean Breydel, fait lentement son chemin grâce à un groupe de travail réuni à l’initiative de la Commission française de la culture de l’Agglomération bruxelloise.  Celui-ci est à l’origine du rachat du bâtiment par l’État belge.  Une première tranche de travaux de conservation est alors entreprise sous la direction de Pierre Van Assche et Jacques-Yves Frateur.  Façades, toitures et verrières sont restaurées pour arrêter la dégradation du bâtiment.  Cette première phase, terminée en 1988, se poursuit par la restauration et le réaménagement intérieurs, et les équipements, à nouveau sous la direction de Pierre Van Assche (bureau Cooparch), pour permettre l’inauguration du Centre le 6 octobre 1989.  
Dans un souci d’une restitution fidèle des qualités spatiales de l’immeuble, les éléments architecturaux caractéristiques de l’œuvre de Victor Horta ont été restaurés tandis que des transformations, contemporaines mais en accord avec les rythmes du bâtiment, ont été apportées pour l’adapter à sa nouvelle affectation.

## Accès
| ___ | Ce site est desservi par les stations de métro : Botanique et Rogier. |